# لي جيمس (رباع)
لي جيمس (بالإنجليزية: Lee James) هو رباع أمريكي، ولد في 31 أكتوبر 1953 في غولفبورت في الولايات المتحدة.

## وصلات خارجية
- لي جيمس على موقع أوليمبيديا (الإنجليزية)